# Christian McBride’s New Jawn
Christian McBride’s New Jawn ist ein Jazzalbum von Christian McBride. Die Aufnahmen entstanden vom 25. bis 27. Mai 2017; das Album erschien am 26. Oktober 2018 auf dem Label Mack Avenue Records/Brother Mister Productions.

## Hintergrund
Christian McBride’s New Jawn leitet seinen Bandnamen aus dem afroamerikanischen Slang Philadelphias, der Heimatstadt McBrides, ab. Der Terminus jawn bedeutet „Ding“ (thing), im Sinne von „Mach dein (eigenes) Ding“ (do your thing). Die Band besteht aus McBride (Bass), dem Trompeter Josh Evans, dem Saxophonisten Marcus Strickland und dem Schlagzeuger Nasheet Waits. Mit der Bandbezeichnung Jawn bezeichnet Christian McBride auch das Jazzkonzept des pianolosen Quartetts, das aus der New Yorker Jazzszene hervorgegangen ist. McBrides New Jawn nimmt Bezug auf Vorbilder wie Gerry Mulligan und Ornette Coleman. The Ballad of Ernie Washington ist nach dem Pseudonym Thelonious Monks benannt, das er Mitte der 1950er Jahre beim Widerruf seiner Kabarettkarte verwendet hatte.

## Titelliste

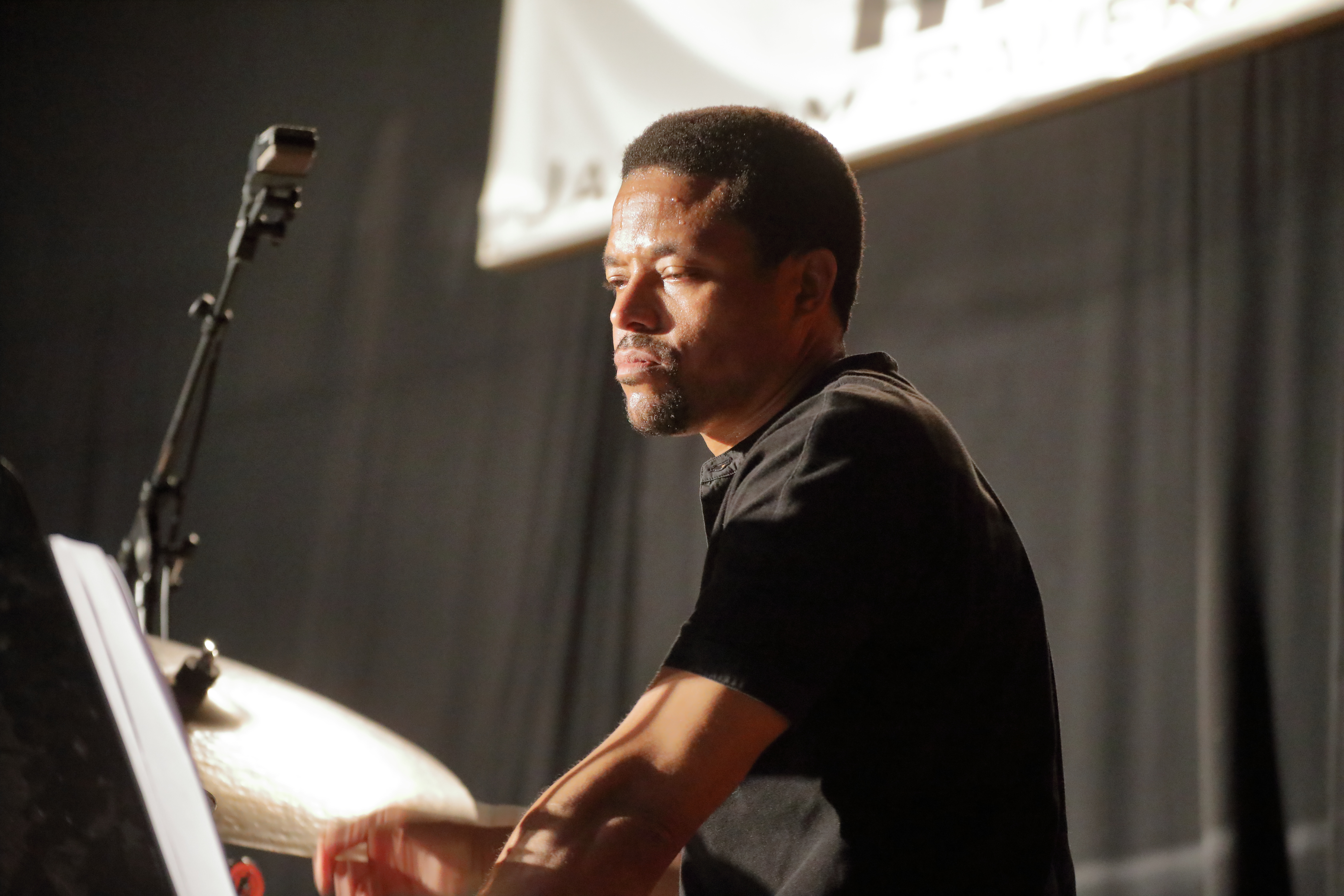
Nasheet Waits mit dem Florian Weber Quartet beim INNtöne Festival

- Christian McBride’s New Jawn (Mack Avenue MAC1133LP, MAC1133)[3]
  1. Walkin’ Funny (Christian McBride), 2:48
  2. Ke-Kelli Sketch (Nasheet Waits), 9:54
  3. Ballad Of Ernie Washington, 5:34
  4. The Middle Man (Josh Evans), 4:59
  5. Pier One Import (Marcus Strickland), 7:44
  6. Kush (Nasheet Waits), 5:35
  7. Seek the Source (Marcus Strickland), 7:21
  8. Johnny Day (Christian McBride), 5:19
  9. Sightseeing (Wayne Shorter), 8:30

## Rezeption
Das Album erhielt 2019 eine Grammy-Nominierung in der Kategorie Grammy Award for Best Jazz Instrumental Album. McBride erhielt außerdem zwei weitere Grammy-Nominierungen, zum einen für sein Solo in Sightseeing in der Kategorie Bestes improvisiertes Jazz-Solo, zum anderen für Walkin’ Funny in der Kategorie Beste Instrumental-Komposition.
Hilary Brown vergab an das Album im Down Beat vier Sterne und lobte die straffe Instrumentierung und die schnell-lockere perkussive Subtilität.
Nach Ansicht von Dan Bilawsky (JazzTimes) ist McBrides Übernahme dieses Instrumentalformats ein Ausdruck einer freieren Ästhetik. Aber „freier“ und „frei“ seien zwei verschiedene Dinge: „Zwar lockert sich in dieser Situation jeder, aber niemand lässt los. Mit dem Saxophonisten Marcus Strickland, dem Trompeter Josh Evans und dem Schlagzeuger Nasheet Waits im Mix und mit McBride, der das Schiff geschickt lenkt, haben wollige Methoden keine Chance, die Oberhand zu behalten. Dafür gibt es einfach zu viel Erfahrung und Weisheit.“ Nach Ansicht des Autors strömt im Verlauf des Programms Leidenschaft aus. Eine rauchige Schönheit tritt in Evans’ Ballad of Ernie Washington in den Vordergrund. Hochsprung-Swing in Stricklands schnellem und feurigem The Middle Man. Eine raffinierte Coolness gewinnt in Waits’ Kush, und eine kontrollierte Intensität definiert McBrides John Day. Was für diesen bedeutenden Bassisten wie eine völlige Abkehr von der Form aussieht, resümiert Bilawsky, entpuppe sich als etwas völlig anderes: die Fortsetzung der großen kreativen Reise eines Mannes und die sofortige Anerkennung der in Bewegung befindlichen Möglichkeiten.
Chris Mosey (All About Jazz) kritisiert „McBride ist ganz vorne mit Waits dabei, dann übernehmen Evans und Strickland das Kommando und alles wird ein bisschen formlos, vielleicht ein Fehler des Keine-Akkorde-Ansatzes (oder vielleicht wollten sie es einfach so).“
Ebenfalls in All About Jazz rezensierte Mike Jurkovic das Album. Seiner Ansicht nach springe das kernige New Jawn-Bandkonzept von Christian McBride „von Anfang an mit fröhlicher, jugendlicher Intensität und ansteckender Begeisterung“ an. Es zeige die Freude an seiner lebenslangen Auseinandersetzung mit der Vergangenheit, Gegenwart und Zukunft des Jazz. Zu den Höhepunkten zählt der Autor Middle Man, Pier One Import und Sightseeing; sie seien erstklassige Beispiele für Neo-Bop, der von Funk, Blues und Swing beeinflusst ist. Indem er sich mit gleichgesinnten, improvisierenden Meistern umgibt, resümiert der Autor, berstet die Musik weiter.
Reinhard Köchl (Jazz thing) lobte, McBride sehe sich mehr denn je in der Rolle des verbindenden Gliedes zwischen den Polen; er füge Auseinanderdriftendes ohne größere Kraftanstrengung zusammen, genieße hörbar die Rolle des Primus inter Pares und agiere solistisch eher defensiv. Das Album wirke wie „ein brodelndes Kompendium des modernen Jazz“ mit Stücken wie The Middle Man, Kush, John Day oder Ballad Of Ernie Washington, die allesamt das Zeug zu neuen Standards besitzen.
Matt Collar vergab an das Album in AllMusic vier (von fünf) Sterne und lobte: „McBride hat eine Band mit einer klar definierten künstlerischen Ästhetik zusammengestellt, die immer noch frisch klingt. Wenn er, wie jawn andeutet, seine Band nicht genau benennen kann, sprechen die vibrierende Musik und das virtuose Spiel mit Sicherheit für sich.“